# Chủ tịch Ủy ban Trung ương Mặt trận Tổ quốc Việt Nam
Chủ tịch Ủy ban Trung ương Mặt trận Tổ quốc Việt Nam là người đứng đầu Mặt trận Tổ quốc Việt Nam với nhiệm kỳ 5 năm. Chủ tịch Ủy ban Trung ương Mặt trận Tổ quốc Việt Nam là lãnh đạo cấp cao của Đảng và Nhà nước.

## Nhiệm vụ, chức năng
- Chủ tịch có quyền góp ý kiến, kiến nghị với Đảng về chủ trương, đường lối; với Nhà nước về chính sách pháp luật và những vấn đề về quốc kế dân sinh. Giám sát hoạt động của cơ quan nhà nước, đại biểu dân cử, cán bộ công chức nhà nước.
- Quyết định kế hoạch chuẩn bị Đại hội Đại biểu Toàn quốc Mặt trận Tổ quốc Việt Nam nhiệm kỳ tiếp theo.
- Có quyền triệu tập Ủy ban Trung ương Mặt trận Tổ quốc Việt Nam họp bất thường khi thấy cần thiết.
- Thực hiện chỉ đạo việc thực hiện các nghị quyết của Ủy ban Trung ương, Đoàn Chủ tịch; chủ trương, chính sách của Đảng, pháp luật của nhà nước có liên quan đến trách nhiệm của Mặt trận Tổ quốc Việt Nam;
- Thay mặt Đoàn Chủ tịch kiến nghị với Đảng, Nhà nước về các chủ trương, chính sách pháp luật cần ban hành, sửa đổi;
- Hướng dẫn, kiểm tra hoạt động của Ban Thường trực Ủy ban Mặt trận Tổ quốc Việt Nam cấp tỉnh;
- Tổ chức, chỉ đạo, quản lý bộ máy giúp việc ở cơ quan Ủy ban Trung ương Mặt trận Tổ quốc Việt Nam;
- Giữ mối quan hệ phối hợp công tác với cơ quan nhà nước, tổ chức thành viên;
- Hướng dẫn, bảo đảm điều kiện hoạt động của các Hội đồng tư vấn, cộng tác viên của Ủy ban Trung ương;
- Là Chủ tọa tại các phiên họp của Ban Thường trực.

## Mối quan hệ với Đảng Cộng sản Việt Nam
Để đáp ứng khả năng lãnh đạo cấp cao trong tổ chức Đảng, không bị chồng chéo quyền lực về mặt Đảng, cho tới nay, các vị Chủ tịch Ủy ban Trung ương Mặt trận Tổ quốc Việt Nam thường phải là Ủy viên Ban Chấp hành Trung ương trong số các đại biểu Quốc hội. Các ứng viên Chủ tịch Ủy ban Trung ương Mặt trận Tổ quốc Việt Nam phải đạt các tiêu chuẩn như tốt nghiệp Đại học trở lên, lý luận chính trị cử nhân hoặc cao cấp; quản lý nhà nước ngạch chuyên viên cao cấp; trình độ ngoại ngữ, tin học phù hợp; tuyệt đối trung thành với lợi ích của Đảng Cộng sản Việt Nam, kiên định chủ nghĩa Mác - Lênin, tư tưởng Hồ Chí Minh. Ngoài ra còn phải đáp ứng các tiêu chuẩn sau:

### Tiêu chuẩn của Đảng Cộng sản Việt Nam dành cho chức danh Chủ tịch Ủy ban Trung ương Mặt trận Tổ quốc Việt Nam
Theo Quy định 214-QĐ/TW năm 2020 [1] về khung tiêu chuẩn chức danh, tiêu chí đánh giá cán bộ thuộc diện Ban Chấp hành Trung ương, Bộ Chính trị, Ban Bí thư quản lý do Ban Chấp hành Trung ương ban hành, Chủ tịch Ủy ban Trung ương Mặt trận Tổ quốc Việt Nam phải là người:
"Bảo đảm đầy đủ các tiêu chuẩn chung của Ủy viên Bộ Chính trị, Ban Bí thư hoặc Uỷ viên Ban Chấp hành Trung ương, đồng thời, cần có những phẩm chất, năng lực: Có hiểu biết toàn diện về công tác mặt trận; đại diện, bảo vệ quyền và lợi ích hợp pháp, chính đáng của nhân dân. Có năng lực cụ thể hoá đường lối, chủ trương, chính sách của Đảng, pháp luật của Nhà nước để lãnh đạo, chỉ đạo xây dựng nghị quyết, chương trình, kế hoạch hành động và tổ chức thực hiện có hiệu quả. Có năng lực tuyên truyền, vận động, thuyết phục, tập hợp quần chúng, xây dựng liên minh chính trị, xây dựng khối đại đoàn kết toàn dân, tạo sự đồng thuận xã hội và tổ chức giám sát, phản biện xã hội. Có nhiệt huyết và là trung tâm của khối đại đoàn kết toàn dân. Có kinh nghiệm và uy tín cao trong tổ chức mặt trận; có uy tín, ảnh hưởng trong đội ngũ trí thức, chức sắc tôn giáo. Đã tham gia Ban Chấp hành Trung ương trọn một nhiệm kỳ. Đã kinh qua và hoàn thành tốt nhiệm vụ ở chức vụ bí thư tỉnh uỷ, thành uỷ hoặc lãnh đạo các ban, bộ, ngành, đoàn thể Trung ương."

## Danh sách Chủ tịch
| Đại hội lần thứ  | Chủ tịch                    | Chủ tịch danh dự                                                                   | Thời gian nhậm chức | Thời gian miễn nhiệm                                                                     | Thời gian tại nhiệm | Ghi chú                                                                               |
| ---------------- | --------------------------- | ---------------------------------------------------------------------------------- | ------------------- | ---------------------------------------------------------------------------------------- | ------------------- | ------------------------------------------------------------------------------------- |
| I (1977-1983)    | Hoàng Quốc Việt (1905-1992) | Tôn Đức Thắng (1888-1980)                                                          | 31 tháng 1 năm 1977 | 12 tháng 5 năm 1983                                                                      | 6 năm, 101 ngày     |                                                                                       |
| II (1983-1988)   | Huỳnh Tấn Phát (1913-1989)  | Hoàng Quốc Việt (1905-1992)                                                        | 12 tháng 5 năm 1983 | 2 tháng 11 năm 1988                                                                      | 5 năm, 174 ngày     |                                                                                       |
| III (1988-1994)  | Nguyễn Hữu Thọ (1910-1996)  | Hoàng Quốc Việt (1905-1992)                                                        | 2 tháng 11 năm 1988 | 17 tháng 8 năm 1994                                                                      | 5 năm, 288 ngày     |                                                                                       |
| IV (1994-1999)   | Lê Quang Đạo (1921-1999)    | Nguyễn Hữu Thọ (1910-1996)                                                         | 17 tháng 8 năm 1994 | 24 tháng 7 năm 1999                                                                      | 4 năm, 341 ngày     | Chủ tịch Lê Quang Đạo mất khi đang tại nhiệm                                          |
| V (1999-2004)    | Phạm Thế Duyệt (1936-)      |                                                                                    | 26 tháng 8 năm 1999 | 21 tháng 9 năm 2004                                                                      | 8 năm, 136 ngày     | Quyền Chủ tịch (24/7/1999 - 26/8/1999)                                                |
| VI (2004-2009)   | Phạm Thế Duyệt (1936-)      | 21 tháng 9 năm 2004                                                                | 9 tháng 1 năm 2008  | Xin nghỉ hưu trước khi kết thúc nhiệm kỳ                                                 | 8 năm, 136 ngày     |                                                                                       |
| VI (2004-2009)   | Huỳnh Đảm (1948-)           |                                                                                    | 9 tháng 1 năm 2008  | 28 tháng 9 năm 2009                                                                      | 5 năm, 239 ngày     | Được bầu tại Hội nghị lần thứ 5 Ủy ban Trung ương Mặt trận Tổ quốc Việt Nam khóa VI   |
| VII (2009-2014)  | Huỳnh Đảm (1948-)           | 28 tháng 9 năm 2009                                                                | 5 tháng 9 năm 2013  | Được bầu tại Hội nghị lần thứ nhất Ủy ban Trung ương Mặt trận tổ quốc Việt Nam khóa VII  | 5 năm, 239 ngày     |                                                                                       |
| VII (2009-2014)  | Nguyễn Thiện Nhân (1953-)   |                                                                                    | 5 tháng 9 năm 2013  | 27 tháng 9 năm 2014                                                                      | 3 năm, 290 ngày     | Được bầu tại Hội nghị lần thứ 6 Ủy ban Trung ương Mặt trận Tổ quốc Việt Nam khóa VII  |
| VIII (2014-2019) | Nguyễn Thiện Nhân (1953-)   | 27 tháng 9 năm 2014                                                                | 22 tháng 6 năm 2017 | Được bầu tại Hội nghị lần thứ nhất Ủy ban Trung ương Mặt trận tổ quốc Việt Nam khóa VIII | 3 năm, 290 ngày     |                                                                                       |
| VIII (2014-2019) | Trần Thanh Mẫn (1962-)      |                                                                                    | 22 tháng 6 năm 2017 | 20 tháng 9 năm 2019                                                                      | 3 năm, 294 ngày     | Được bầu tại Hội nghị lần thứ 7 Ủy ban Trung ương Mặt trận Tổ quốc Việt Nam khóa VIII |
| IX (2019-2024)   | Trần Thanh Mẫn (1962-)      | 20 tháng 9 năm 2019                                                                | 12 tháng 4 năm 2021 | Được bầu tại Hội nghị lần thứ nhất Ủy ban Trung ương Mặt trận tổ quốc Việt Nam khóa IX   | 3 năm, 294 ngày     |                                                                                       |
| IX (2019-2024)   | Đỗ Văn Chiến (1962-)        |                                                                                    | 12 tháng 4 năm 2021 | đương nhiệm                                                                              | 3 năm, 346 ngày     | Được bầu tại Hội nghị lần thứ 4 Ủy ban Trung ương Mặt trận Tổ quốc Việt Nam khóa IX   |
| X (2024-2029)    | Đỗ Văn Chiến (1962-)        | Được bầu tại Hội nghị lần thứ 1 Ủy ban Trung ương Mặt trận Tổ quốc Việt Nam khóa X | 12 tháng 4 năm 2021 | đương nhiệm                                                                              | 3 năm, 346 ngày     |                                                                                       |